# Canal de Twente
Le canal de Twente est un canal dans la région naturelle de Twente aux Pays-Bas. Il relie les villes d'Almelo, Enschede et Hengelo.

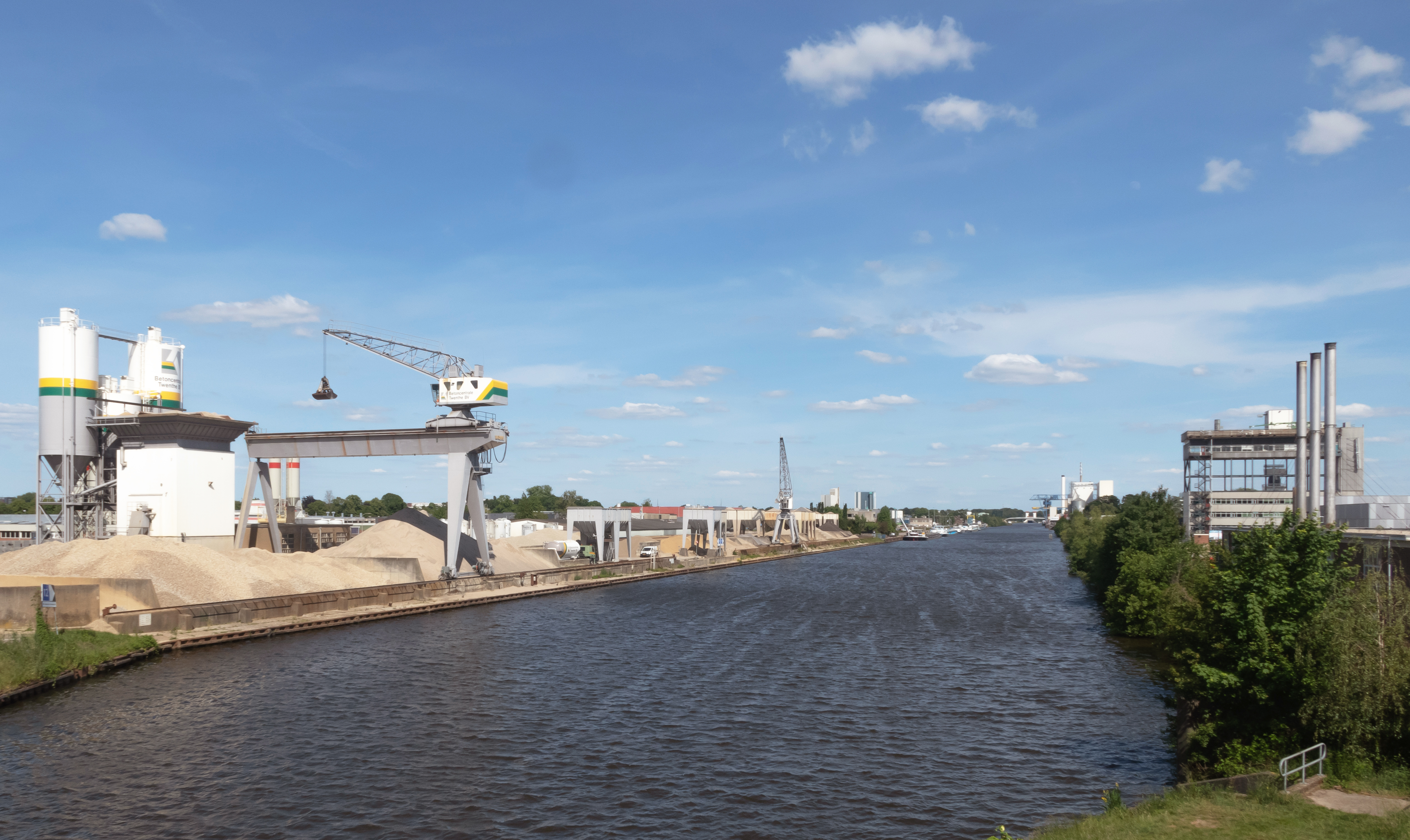
Canal de Twente à Hengelo

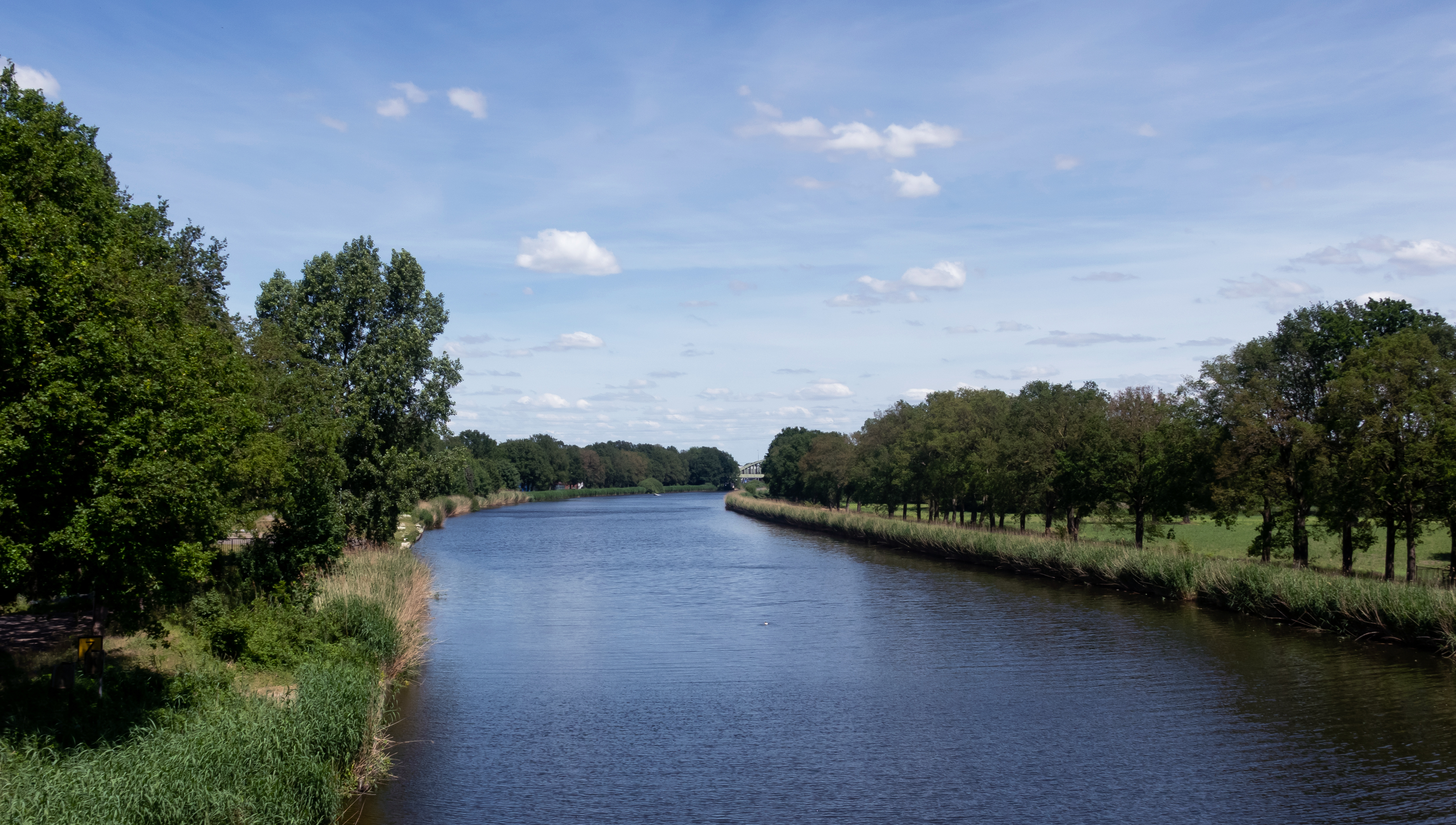
Canal de Twente (branche à Almelo)